# Радчиці
Радчиці́ (колишня назва Речиці ) — село у Гладковицькій сільській громаді Коростенського району Житомирської області України. Населення становить 657 осіб.

## Історія
У 1906 році Редчиці, село Гладковицької волості Овруцького повіту Волинської губернії. Відстань від повітового міста 2 версти, від волості 3. Дворів 45, мешканців 227.

## Населення

### Мова
Розподіл населення за рідною мовою за даними перепису 2001 року:
| Мова       | Кількість | Відсоток |
| ---------- | --------- | -------- |
| українська | 640       | 97.41%   |
| російська  | 16        | 2.44%    |
| білоруська | 1         | 0.15%    |
| Усього     | 657       | 100%     |